# Gomariz
Gomariz (llamada oficialmente Santa María de Gomariz) es una parroquia y una aldea del municipio español de Leiro, en la provincia de Orense, Galicia.

## Organización territorial
La parroquia está formada por cuatro entidades de población:
- A Vilerma
- Cubilledo
- Gomariz
- Lalón

## Demografía

### Parroquia
| Gráfica de evolución demográfica de Gomariz (parroquia) entre 2000 y 2022 |
|                                                                           |
| Datos según el nomenclátor publicado por el INE.                          |

### Aldea
| Gráfica de evolución demográfica de Gomariz (aldea) entre 2000 y 2022 |
|                                                                       |
| Datos según el nomenclátor publicado por el INE.                      |